# Bêta-glucane d'avoine

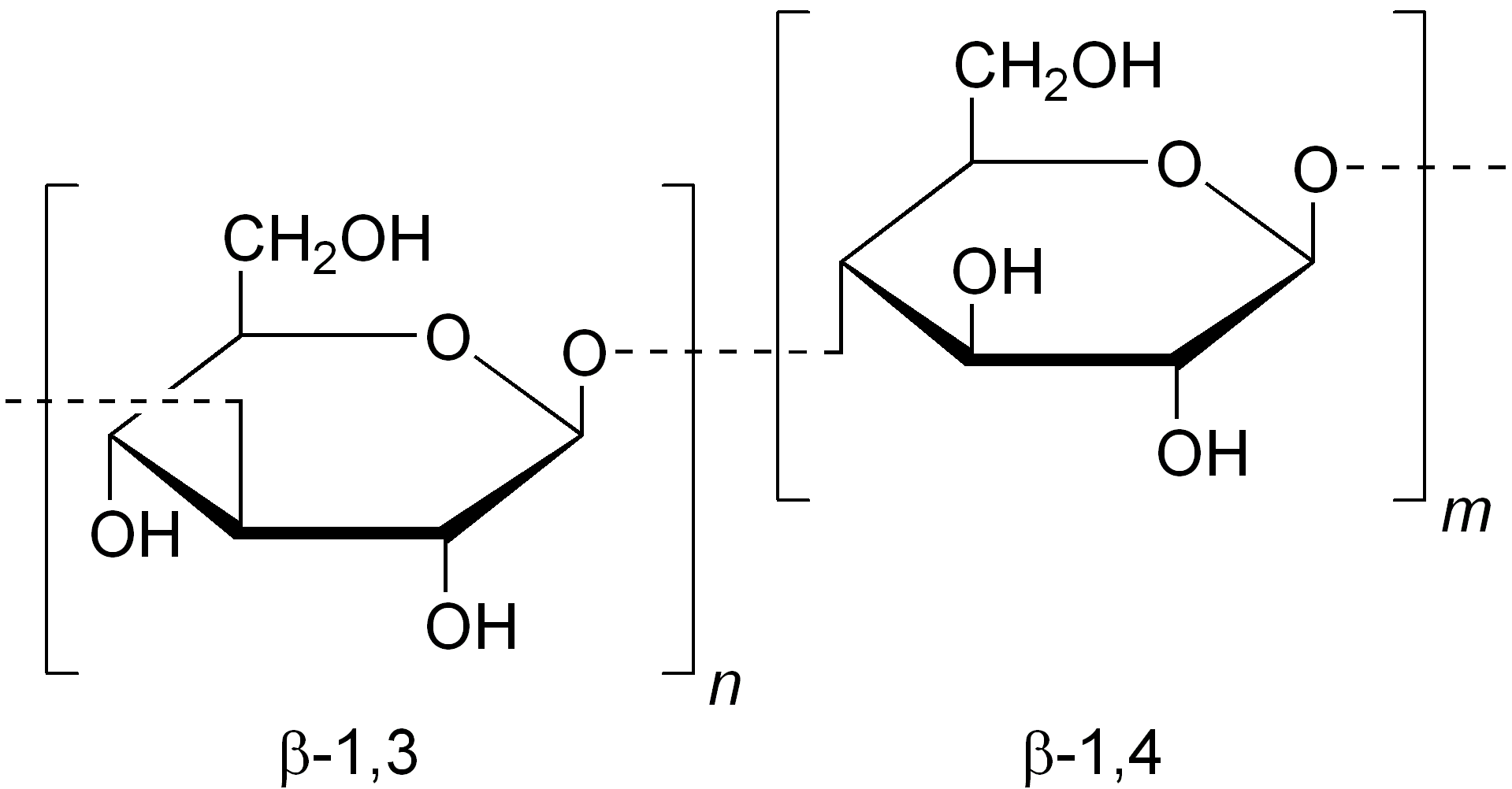
Structure de base du β-glucane d'avoine

Le bêta-glucane d’avoine est un bêta-glucane apparaissant naturellement dans l’albumen extérieur de l'avoine. Une alimentation enrichie avec ce nutriment n'a pas d'effet significatif sur le cholestérol. Il aurait un effet sur la cicatrisation des plaies altérée par les corticoïdes chez le rat